# Бэншань
Бэнша́нь (кит. упр. 蚌山, пиньинь Bèngshān) — район городского подчинения городского округа Бэнбу провинции Аньхой (КНР).

## История
Когда в 1947 году был образован город Бэнбу, то в этих местах был создан район Чжуншань (中山区). В 1951 году он был переименован в Центральный городской район (中市区).
В 2004 году Центральный городской район был переименован в Бэншань.

## Административное деление
Район делится на 7 уличных комитетов и 2 волости.